# جيك هووكر
جيك هووكر (بالإنجليزية: Jake Hooker)‏ هو عازف قيثارة أمريكي، ولد في 3 مايو 1953 في حيفا في إسرائيل، وتوفي في 4 أغسطس 2014 في ماليبو في الولايات المتحدة.

## وصلات خارجية
- جيك هووكر على موقع IMDb (الإنجليزية)
- جيك هووكر على موقع ميوزك برينز (الإنجليزية)
- جيك هووكر على موقع ديسكوغز (الإنجليزية)
- جيك هووكر على موقع ديسكوغز (الإنجليزية)